# 임선규
임선규(林仙圭, 1912년 2월 5일 ~ 1970년 (추정))는 일제강점기, 조선민주주의인민공화국의 연극인, 극작가이다. 본명은 임승복(林勝福), 창씨개명 당시의 이름은 하야시 나카로(林中郞)이다.

## 생애
충청남도 논산군에서 가난한 소작농의 아들로 태어난 것으로 알려져 있으나, 1910년 또는 1914년에 태어났다는 설도 있어 생년을 특정할 수 없는 등 어린 시절과 문단 데뷔 무렵에 대한 자료가 거의 남아있지 않다. 논산공립보통학교와 강경공립상업학교에 진학했으나 가정 형편이 어려워 학업을 끝까지 마치지 못했다.
1932년 경에 조선연극사에 입단하면서 본격적인 작가 생활을 시작했는데, 이미 희곡을 습작하면서 실력을 쌓았기에 입단 후 얼마 지나지 않아 극단 내에서 중요한 위치를 차지하게 되었다. 1933년에는 조선연극사에서 만난 여배우 문예봉과 결혼했다. 문예봉과의 사이에서는 2남 2녀의 자녀를 두었다.
1936년 집필한 동양극장의 《사랑에 속고 돈에 울고》(속칭 《홍도야 우지마라》)가 공전의 인기를 모으면서 당대 최고의 흥행 극작가로 떠올랐다. 1939년 극단 아랑에서 주로 활동하며 역사극 《김옥균》과 《동학당》등을 공연하는 등 총 80여 편 가량의 작품을 썼다.
신파극의 전형적인 소재인 가정 비극을 통속적인 방법으로 풀어내는 임선규의 작품은 자연스러운 일상적 대사와 기교적 구성, 관객을 울리는 처절함이 특색이며, 한국적 멜로드라마의 전형을 확립했다는 평가를 들을 만큼 영향력이 컸다. 그의 연극은 지방 공연 때 몰려드는 관객 때문에 배우들이 묵을 숙소가 없었다는 일화가 있을 정도로 인기를 끌었다.
태평양 전쟁 시기에는 조선총독부가 주최하는 연극 경연 대회에 작품을 출품하여 일제에 협력하는 활동을 했다. 조선총독부가 친일 연극 단체로 결성시킨 조선연극문화협회의 이사를 맡았으며, 지원병 제도를 찬양하는 《동백꽃 피는 마을》을 발표하고 관제 연극 경연 대회에는 《빙화》, 《꽃피는 나무》, 《상아탑에서》를 잇따라 출품했다. 그 외에 연극인총궐기예능제 출품작인 《성난 아시아》를 공동 집필했고, 극단 조선연극사 창립 기념 작품 《새벽길》을 집필했다. 이러한 경력 때문에 2008년 민족문제연구소가 선정한 친일인명사전 수록예정자 명단의 연극/영화 부문, 2009년 친일반민족행위진상규명위원회가 발표한 친일반민족행위 705인 명단에 포함되었다.
광복 후 한동안 작품을 쓰지 못하다가 1945년 12월에 〈그 여자의 반생〉으로 활동을 재개했다. 이후 남조선로동당(남로당) 계열에서 활동하였으나 김두한에 의한 심영 테러가 공공연히 자행되는 등 활동이 불가하게 되자, 1948년경 부인 문예봉을 뒤따라 월북했다. 미군정 시기의 활동은 그다지 두드러지지 않는데, 이 무렵 건강이 좋지 않았다는 설과 함께 멜로극 위주의 통속물 작가였던 임선규가 급격히 사회주의적 사실주의 작풍으로 전환하기에는 정치적 신념이 그리 견고하지 않았기 때문이라는 분석이 있다.
북한에서의 활동은 잘 알려진 바가 없다. 일찍부터 앓고 있던 폐결핵으로 인해 1970년 봄에 사망했다는 설이 있으나, 이보다 훨씬 전인 월북 후 곧바로 객사했다는 설과 주을온천에서 요양 중 사망했다는 설도 있어 사망 시기 역시 분명하지 않다. 문예봉과는 달리 북한의 문예사 기술에서 임선규의 존재는 전혀 언급되지 않고 있다.

## 임선규가 등장한 작품
- 권해효 - 2001년 《동양극장》 KBS 드라마

## 같이 보기
- 사랑에 속고 돈에 울고
- 아랑

## 참고자료
- 조영복 (2002년 9월 10일). 〈임선규와 문예봉 - 극작가와 배우, 엇갈린 부부의 운명〉. 《월북 예술가, 오래 잊혀진 그들》. 서울: 돌베개. ISBN 9788971991503.
- 권영민 (2004년 2월 25일). 《한국현대문학대사전》. 서울: 서울대학교출판부. 800쪽쪽. ISBN 8952104617.
- 강옥희,이영미,이순진,이승희 (2006년 12월 15일). 《식민지시대 대중예술인 사전》. 서울: 소도. 297~300쪽쪽. ISBN 9788990626264.